# RWA (korfbal)
RWA (Rood Wit Albrandswaard) is een korfbalvereniging in de gemeente Albrandswaard. De vereniging is een fusie tussen het vroegere kv Poortugaal en ckv RWR. Deze fusie heeft plaatsgevonden in 1991. De vereniging telt rond de 250 leden.
De veldwedstrijden worden afgewerkt op het sportcomplex "Landweg" in Poortugaal en de zaalwedstrijden in "Sporthal Rhoon" in Rhoon.